# Xifra de negoci
En comptabilitat, la xifra de negoci són els ingressos o l’augment dels actius nets que té una entitat per les seves activitats normals (en el cas d’una empresa, generalment per la venda de béns i serveis a clients). La xifra de negoci comercial també es pot anomenar vendes o facturació. Algunes empreses reben ingressos per interessos, regalies o altres comissions. "Xifra de negoci" pot referir-se als ingressos en general, o bé es pot referir a l'import, en una unitat monetària, obtingut durant un període, tal com a "L'any passat, l'empresa X va tenir uns ingressos de 42 milions d'euros". Els beneficis o els ingressos nets generalment impliquen ingressos totals menys les despeses totals en un període determinat. A la comptabilitat, a l'estat de balanç, la xifra de negoci és una subsecció de la secció del passiu i la xifra de negoci n'augmenta el patrimoni net, sovint es coneix com la "línia superior" a causa de la seva posició al compte de pèrdues i guanys. Això s'ha de contrastar amb la "línia inferior" que indica l'ingrés net (ingressos bruts menys despeses totals).
En l’ús general, la xifra de negocis són els ingressos que rep una organització en forma d'efectiu o equivalents en efectiu. La xifra de negoci per vendes són els ingressos rebuts per la venda de béns o serveis durant un període. S'acostuma a alternar sovint la xifra de negoci amb els ingressos, en especial en estats comptables d'entitats no mercantils, com poden ser les administracions públiques (ingressos fiscals) o les entitats no lucratives (ingressos per captació de fons dels donants per fomentar els seus objectius fundacionals).
En un ús més formal, la xifra de negoci és un càlcul o una estimació dels ingressos periòdics basats en una pràctica comptable estàndard particular o en les regles establertes per un govern o una agència governamental. Els dos mètodes comptables habituals, la comptabilitat amb criteri de caixa i la comptabilitat amb criteri de meritació, no utilitzen el mateix procés per mesurar els ingressos. Les empreses que ofereixen accions per a la venda al públic solen estar obligades per llei a comunicar la xifra de negoci sobre la base de principis comptables generalment acceptats o de les Normes internacionals d’informació financera.
En un sistema de comptabilitat de doble entrada, els comptes de xifra de negocis són comptes del llibre major que es resumeixen periòdicament a l'epígraf "Ingressos" o "Ingressos" del compte de pèrdues i guanys. Els noms dels comptes de la xifra de negoci en descriuen el tipus, com ara "Ingressos del servei de reparació", "Ingressos obtinguts per lloguer" o "Vendes".

## Organitzacions sense ànim de lucre
Per a les organitzacions sense ànim de lucre, els ingressos es poden anomenar addicionalment com a donacions, ajuts, contribucions, etc. Aquests ingressos operatius poden incloure donacions de particulars i corporacions, ajuts d’agències governamentals, ingressos per activitats relacionades amb la missió de l’organització, ingressos per activitats de recaptació de fons i quotes de membres. Els ingressos (ingressos i guanys) de les inversions es poden classificar com a "operatius" o "no operatius", però per a moltes organitzacions sense ànim de lucre s'han de classificar (simultàniament) per origen dels fons (juntament amb altres comptes).

### Ingressos per quotes de l’associació
Els ingressos per quotes són els generats estrictament per les aportacions periòdiques dels socis. Aquests ingressos es poden obtenir també mitjançant patrocinis, donacions o subcontractació dels mitjans digitals de l’associació.

## Ingressos d'activitats econòmiques
Els ingressos d'activitats econòmiques són ingressos procedents d’activitats que són ordinàries per a una empresa, associació o empresa individual (autònoms). Per a algunes empreses, com ara la fabricació o queviures, la majoria dels ingressos provenen de la venda de béns. Empreses de serveis com despatxos d’advocats i perruqueries reben la major part dels seus ingressos per la prestació de serveis. Les empreses financeres, com ara el lloguer de cotxes i els bancs, reben la major part dels seus ingressos per comissions i interessos generats pel préstec d'actius a altres organitzacions o persones.
Els ingressos de les activitats principals d’una empresa s’informen com a vendes, ingressos per vendes o vendes netes. Això inclou devolucions de productes i descomptes per al pagament anticipat de factures. La majoria de les empreses també tenen ingressos que són accessoris de les activitats principals de l'empresa, com ara els interessos obtinguts pels dipòsits d'un compte corrent. Això s’inclou en els ingressos, però no en les vendes netes. Els ingressos per vendes no inclouen l’impost sobre les vendes cobrat per l'empresa.
Altres ingressos (també coneguts com a ingressos extraordinaris) són els ingressos procedents d’operacions perifèriques (no ordinàries). Per exemple, una empresa que fabrica i ven automòbils registraria els ingressos per la venda d'un automòbil com a ingressos "ordinaris". Si la mateixa empresa també llogués una part d'un dels seus edificis, registraria aquests ingressos com a "altres ingressos" i els comptabilitzaria per separat al compte de pèrdues i guanys per mostrar que prové d'alguna cosa diferent de les seves operacions ordinàries. La combinació de tots els sistemes generadors d’ingressos d’una empresa s’anomena model d’ingressos.

### Termes comptables
Vendes netes = vendes brutes - (descomptes, devolucions i bonificacions als clients)
Benefici brut = vendes netes - cost de les vendes
Benefici d'explotació = benefici brut - despeses d'explotació
Benefici financer = ingressos financers - despeses financeres
Benefici net = benefici d'explotació + benefici financer - impostos
Benefici net = vendes netes - cost de les vendes - despeses d’explotació + benefici financer - impostos

### Anàlisi d'estats financers
La xifra de negoci és una part crucial de l’anàlisi dels estats financers. El rendiment de la companyia es mesura en la mesura en què les seves entrades (ingressos) d’actius es comparen amb les seves sortides (despeses) d’actius. El benefici net és el resultat d’aquesta equació, però la xifra de negoci sol ser una dada també de molt interès a l'hora de conèixer l'evolució d'una organització. Si una empresa mostra un creixement sòlid de la xifra de negoci, els analistes poden entendre el rendiment del període com a positiu, fins i tot si el creixement dels beneficis s'estanca. Per contra, un elevat creixement del benefici net es pot veure afectat si una empresa no produeix un creixement important dels ingressos. El creixement constant dels ingressos, si s’acompanya d’un creixement del benefici net, contribueix al valor d’una empresa i, per tant, al seu valor o al preu de les accions.
La xifra de negoci s’utilitza com a indicació de la qualitat dels guanys. Hi ha diverses ràtios financeres associades:
- El més important és el marge brut i el marge de benefici; també, les empreses utilitzen els ingressos per xifra de negoci per determinar les despeses de deute incobrable, mitjançant el mètode del compte de pèrdues i guanys.
- El Preu / Vendes de vegades s’utilitza com a substitut de la relació Preu / Benefici quan els guanys són negatius i la ràtio no té sentit. Tot i que una empresa pot tenir beneficis negatius, gairebé sempre té xifra de negocis positiva.
- El marge brut és un càlcul dels ingressos per xifra de negoci menys el cost de les vendes i s’utilitza per determinar fins a quin punt les vendes cobreixen els altres costos variables relacionats amb l'activitat i el fixos.
- El Benefici Net / Vendes Netes, o marge de benefici, es calcula per determinar l'eficiència amb què una empresa converteix els ingressos en beneficis.

## Ingressos dels governs
Els ingressos del govern inclouen totes les quantitats de diners (és a dir, impostos i taxes) rebudes de fonts alienes a l'entitat governamental. Els grans governs solen tenir una agència o un organisme encarregat de recaptar els ingressos governamentals d’empreses i particulars (agències tributàries).
Els ingressos dels governs també poden incloure la impressió de moneda per part del banc central. Es registra com un avançament al banc minorista juntament amb una entrada de les despeses corresponents en la moneda en circulació, és a dir, els ingressos derivats de la taxa oficial d’efectiu (interès) que han de pagar els bancs minoristes per instruments com ara lletres a 90 dies. Hi ha una pregunta sobre si l’ús de normes comptables genèriques basades en el negoci pot donar una imatge justa i precisa dels comptes governamentals, ja que amb una declaració de política monetària al banc central que dirigeix una taxa d’inflació positiva, la provisió de despeses per a la devolució de la moneda per al banc de reserva és en gran part simbòlic, de manera que, per cancel·lar totalment la moneda en circulació, s’hauria de retornar tota la moneda al banc central i cancel·lar-la.